# Secuieni (Neamț)
Secuieni is een Roemeense gemeente in het district Neamț.
Secuieni telt 3543 inwoners.